# جيف بورن
جيف بورن (بالإنجليزية: Jeff Bourne)‏ (19 يونيو 1948 في المملكة المتحدة - 31 يوليو 2014) هو لاعب كرة قدم بريطاني في مركز الهجوم. لعب مع ديربي كاونتي وشيفيلد يونايتد وكريستال بالاس ونادي بيرتن ألبيون ودالاس تورنايدو وOklahoma City Slickers ‏ وأتلانتا تشيفز وDallas Americans ‏ وويتشاتا وينغز ‏ وسياتل ساوندرز.

## وصلات خارجية
- جيف بورن على موقع قاعدة بيانات كرة القدم.إي يو (الإنجليزية)
- جيف بورن على موقع عالم كرة القدم.نت (الإنجليزية)